# North Korea Tech
North Korea Tech là một blog có trụ sở tại Hoa Kỳ do Martyn Williams sáng tác, nó chủ yếu nói về sự phát triển công nghệ và điện tử tiêu dùng ở Cộng hòa Dân chủ Nhân dân Triều Tiên. Theo Williams, anh ấy đã được truyền cảm hứng để bắt đầu blog sau 15 năm làm phóng viên tại Tokyo cho IDG News Service, trong thời gian đó anh ấy bắt đầu quan tâm đến "khoảng cách về kiến thức và thịnh vượng giữa Bắc Triều Tiên và Hàn Quốc."
Trang web này có những câu chuyện thất thiệt về điện thoại di động, tên miền internet và dịch vụ truyền hình trực tuyến của Bắc Triều Tiên và được trích dẫn bởi Agence France Press, Vice Magazine, và Tech Crunch, trong số những người khác.
Đây là nạn nhân của một cuộc tấn công DDoS vào năm 2016.